# Trasllat vertical
El trasllat vertical (handover o handoff) es refereix a un node de xarxa que canvia el tipus de connectivitat que utilitza per accedir a una infraestructura de suport, normalment per donar suport a la mobilitat del node. Per exemple, un ordinador portàtil equipat adequadament podria utilitzar tant una LAN sense fil d'alta velocitat com la tecnologia mòbil per a l'accés a Internet. Les connexions LAN sense fil generalment proporcionen velocitats més altes, mentre que les tecnologies cel·lulars en general ofereixen una cobertura més ubiqua. Per tant, l'usuari de l'ordinador portàtil pot voler utilitzar una connexió LAN sense fil sempre que hi hagi una disponible i tornar a una connexió mòbil quan la LAN sense fil no estigui disponible. Els trasllats verticals fan referència a la transició automàtica d'una tecnologia a una altra per tal de mantenir la comunicació. Això és diferent d'un trasllat horitzontal entre diferents punts d'accés sense fil que utilitzen la mateixa tecnologia.
Les transferències verticals entre WLAN i UMTS (WCDMA) han cridat una gran atenció en totes les àrees de recerca de la xarxa sense fil 4G, a causa del benefici d'utilitzar l'ample de banda més gran i el menor cost de la WLAN, així com un millor suport de mobilitat i una cobertura més gran. de l'UMTS. Els trasllats verticals entre una gamma de tecnologies d'accés per cable i sense fil, inclòs WiMAX, es poden aconseguir mitjançant el trasllat independent de mitjans que està estandarditzat com a IEEE 802.21.

## Temes relacionats

### Targeta de mode dual
Per donar suport al trasllat vertical, un terminal mòbil ha de tenir una targeta de mode dual, per exemple una que pugui funcionar tant amb les bandes de freqüència WLAN i UMTS com amb els esquemes de modulació.

### Arquitectura interfuncional
Per al trasllat vertical entre UMTS i WLAN, hi ha dues arquitectures principals d'interfuncionament: acoblament estret i acoblament solt. L'esquema d'acoblament estret, que va adoptar 3GPP, introdueix dos elements més: WAG (Wireless Access Gateway) i PDG (Packet Data Gateway). Per tant, les transferències de dades des de l'AP WLAN a un node corresponent a Internet han de passar per la xarxa principal d'UMTS.

### Mètriques de trasllat
En els trasllats tradicionals, com ara un trasllat entre xarxes cel·lulars, la decisió de trasllat es basa principalment en RSS (Força del senyal rebut) a la regió fronterera de dues cel·les, i també es pot basar en la taxa de caiguda de trucades, etc. per raons de gestió de recursos. En el traspàs vertical, la situació és més complexa. Dos tipus diferents de xarxes sense fil normalment tenen mètriques de força del senyal incomparables, per exemple, WLAN en comparació amb UMTS. A, les xarxes WLAN i UMTS cobreixen una àrea alhora. Les mètriques de transferència en aquesta situació haurien d'incloure RSS, preferències de l'usuari, condicions de xarxa, tipus d'aplicació, cost, etc.

### Algorisme de decisió de trasllat
A partir de les mètriques de trasllat esmentades anteriorment, la decisió sobre com i quan canviar la interfície a quina xarxa es farà. Molts articles han donat diagrames de flux raonables basats en un millor servei i un menor cost, etc., mentre que alguns altres, utilitzen mètodes de lògica difusa, xarxa de neurones o MADM per resoldre el problema.